# Pablo Chinchilla Vega
Pablo Chinchilla Vega (* 21. Dezember 1978 in San José) ist ein costa-ricanischer ehemaliger Fußballspieler. Er spielte als Verteidiger.

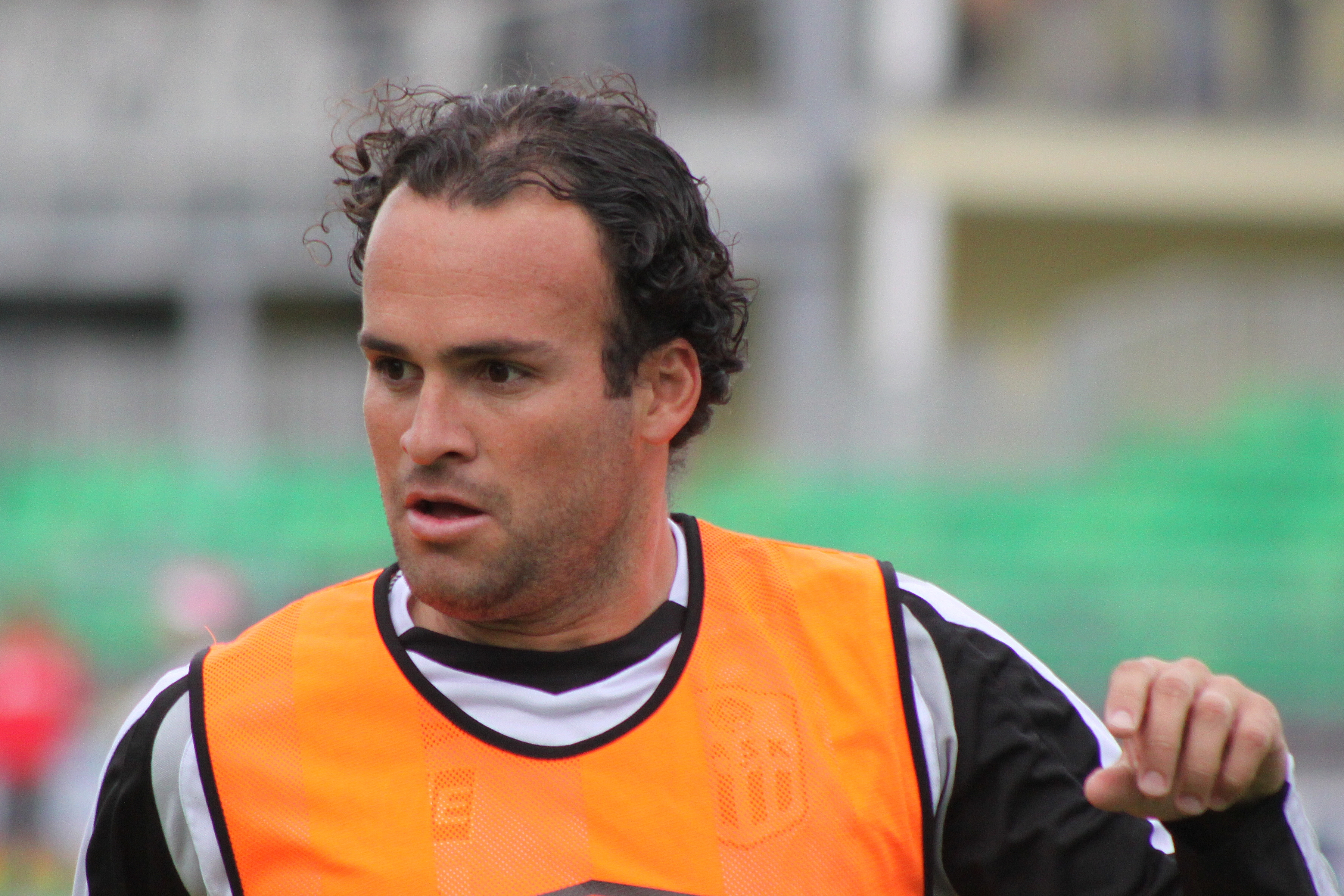
Pablo Chinchilla im Dress des LASK Linz

## Leben und Karriere
Chinchilla begann seine Karriere in der Heimat bei LD Alajuelense. 1998 kam er in den Kader der ersten Mannschaft des Costa-Ricanischen Topklubs. Mit Alajuelense wurde er fünf Mal Meister in seiner Heimat. 2005 wechselte er in die USA zu Los Angeles Galaxy, wo er 2005 mitverantwortlich für den US-amerikanischen Meistertitel und des Pokalsieges war. 2006 ging es nach Österreich zum  SCR Altach, wo er bis 2008 auch spielte. Danach kehrte Chinchilla in die Heimat zurück und war bei Municipal Liberia unter Vertrag. Im Januar 2009 kehrt er ins Alpenland zurück und wechselte wiederum in die höchste österreichische Spielklasse zu LASK Linz.
International spielte er bisher 39 Mal für die Nationalmannschaft von Costa Rica. Er nahm an den Gold-Cups 2000, 2003 und 2007 teil. Weiters war er bei der Fußball-Weltmeisterschaft 2002 in Japan und Südkorea im Kader von Costa Rica.

## Titel und Erfolge
- 5 Mal costa-ricanischer Meister mit LD Alajuelense (2000, 2001, 2002, 2003, 2005)
- 1 Mal US-amerikanischer Meister mit Los Angeles Galaxy (2005)
- 1 Mal US-amerikanischer Pokalsieger mit Los Angeles Galaxy (2005)
- Teilnahme an der Fußball-WM 2002 in Japan und Südkorea
- Teilnahme an den Gold-Cups 2000, 2003 und 2007
- 1 Mal CONCACAF-Champions-Cup-Sieger mit LD Alajuelense (2004)
- 1 Mal Copa-Interclubes-UNCAF-Sieger mit LD Alajuelense (2002)